# Зеранд
Зеранд (рум. Zărand) — село у повіті Арад в Румунії. Адміністративний центр комуни Зеранд.
Село розташоване на відстані 410 км на північний захід від Бухареста, 37 км на північний схід від Арада, 78 км на північний схід від Тімішоари.

## Населення
За даними перепису населення 2002 року у селі проживали 1429 осіб.
Національний склад населення села:
| Національність | Кількість осіб | Відсоток |
| -------------- | -------------- | -------- |
| румуни         | 1280           | 89,6%    |
| цигани         | 137            | 9,6%     |
| українці       | 6              | 0,4%     |

Рідною мовою назвали:
| Мова       | Кількість осіб | Відсоток |
| ---------- | -------------- | -------- |
| румунська  | 1309           | 91,6%    |
| циганська  | 113            | 7,9%     |
| українська | 5              | 0,3%     |